# Enhedsfront
Enhedsfront - Navn på en taktik praktiseret i arbejderbevægelsen. En enhedsfront er en situation hvor flere forskellige dele af arbejderbevægelsen går sammen om et fælles program i en fælles kamp. I dag menes der typisk at arbejderpartier med forskellige holdninger slutter sig sammen om et fælles program for en konkret kamp.
I klassisk arbejderteori findes der to former for enhedsfront: Programmatisk enhedsfront og aktionsmæksig enhedsfront.
I en programmatisk enhedsfront bliver parterne enige om et fælles program og man må herefter ikke sige noget i modstrid med eller der rækker ud over programmet. Folkefronten var en form for programmatisk enhedsfront der yderligere inkluderede borgerlige partier.
Aktionsmæssig Enhedsfront:
Under fascismens fremtræden i 20'erne og 30'erne udviklede der sig to forskellige retninger indenfor den kommunistiske bevægelse om hvordan man skulle bekæmpe fascisme. På den ene side stod stalinisterne der først forkyndte at socialdemokraterne var de virkelige klassefjender og beskrev dem som social-fascister. Denne politik er kendt som den tredje periode. Dette førte bl.a. til at kommunistpartiet i Tyskland i 1933 erklærede at Hitlers sejr var en sejr for arbejderklassen over socialdemokratiet og at dette snart ville gå over i kommunistpartiets sejr. Da Hitler efterfølgende knuste arbejderbevægelsen i Tyskland skiftede stalinisterne kurs over til folkefronten. Her erklærede de at man nu måtte indgå alliancer med hvem som helst imod fascismen, ikke blot socialdemokraterne, men også borgerlige, konservative, royalister og imperialistiske stormagter som England og Frankrig. Som led i denne strategi måtte revolutionen udskydes for ikke at støde ens allierede blandt de borgerlige og kapitalisterne. Denne taktik førte bl.a. til at kommunistpartiet under den spanske borgerkrig slog ned på strejker og angreb byer og landsbyer under arbejdernes kontrol og indsatte de gamle kapitalister og godsejere tilbage til magten, dette skete f.eks. i Barcelona.
Ifølge trotskisterne var disse to politiker blot to sider af samme sag og kom af stalinisternes manglende forståelse af klassekampen. Imodsætning til Stalin fremhævede trotskisterne den aktionsmæssige enhedsfront som måden at bekæmpe fascisterne på og samtidig vinde flertallet af arbejderklassen for revolution. Aktionsmæssig enhedsfront betød at man måtte alliere sig i konkrete kampe og aktioner med andre dele af arbejderklassen. Dette kunne f.eks. være igennem at arrangere fælles demonstrationer og konfrontationer mod fascisterne og at lave midlertidige valgalliancer for at forhindre en fascistisk magtovertagelse. Denne strategi adskilte sig for tredje periode politikken ved, at den erklærede at man måtte samarbejde med socialdemokraterne for på den måde at skabe enhed, og dermed styrke, i arbejderklassens aktioner og samtidig gennem konkret kamp vise at kommunisterne var de bedste og mest konsekvente kæmpere for arbejderklassens interesser for på den måde at vinde de socialdemokratiske arbejdere for revolution. Den aktionsmæssige enhedsfront stod også i modsætning til folkefrontsstrategien på to afgørende punkter. For det første ved at fremhæve at enhver alliance måtte være basseret på klasselinjer og man deraf ikke kunne alliere sig med borgerlige partier og imperialistiske stormagter. Dette skyldtes at formålet med enhedsfronten var at styrke arbejderklassen i klassekampen overfor kapitalismen og ikke blot at bekæmpe enkelte symptomer på kapitalismens dårligdomme som f.eks. fascismen.
Den anden forskel lå i at enheden kun skulle gælde for konkrete aktioner. Derimod skulle der være fri plads til at fastholde hver sine politiske paroler og synspunkter og agitere for dem. Under folkefronten blev kommunistpartiets program og krav underlagt alliancen med borgerlige partiet og kampen og argumentationen for socialisme blev udskudt til en uvis fremtid. Enhedsfrontens formål var derimod jo bl.a. at vinde øget opbakning til kampen for socialisme og for en socialistisk revolution.
Denne forskel kendes også som forskellen på den aktionsmæssige enhedsfront og den programmatiske enhedsfront.